# BS PAS 99
Il BS PAS 99 è una specifica (un documento normativo volontario che fissa requisiti) del British Standard Institution (BSI) che contiene apposite linea guida (indicazioni per la corretta applicazione ed interpretazione dei requisiti) riguardanti i requisiti comuni da applicare ai sistemi di gestione nell'ottica di svolgere una gestione integrata di tali sistemi di gestione. In particolare integra le varie norme prendendo da tutte il requisito più restrittivo.
Il nome completo della norma è BSI PAS 99:Specification of common management system requirements as a framework for integration, dove "PAS" sta per "Publicly Available Specification", che è il primo passo per la definizione di una norma.

## Contenuti
La specifica rappresenta un vero e proprio "metamodello" da applicare nel momento in cui le organizzazioni ricercano l'integrazione tra molteplici standard.
Definisce regole ed indicazioni su come può o deve essere impostato un sistema di gestione indipendentemente dall'oggetto/obiettivo del sistema (per esempio produrre prodotti conformi o rispettare l'ambiente) e dalla struttura o forma giuridica dell'organizzazione. 
Serve a tutte le organizzazioni che applicano almeno due sistemi (per esempio ISO 9001 e ISO 14001) per cercare i punti comuni, oppure per applicare quei modelli che non hanno un sistema gestionale formalizzato, per esempio in Italia alle regole in materia di privacy, responsabilità delle imprese in sede penale, codici di condotta o associativi. 
È una norma utile inoltre a chiarire alcuni aspetti terminologici, per esempio: "aspetto", "impatto" (positivo e negativo), "parte interessata" (la nuova ISO 9004 approfondirà molto l'argomento), "sistema di gestione".
I requisiti della PAS 99 sono quelli considerati comuni a tutti gli standard sui sistemi gestionali o quelli considerabili essenziali in ogni sistema di gestione.

## Struttura
La norma è strutturata in questo modo: dopo un'introduzione basata sullo standard ISO (ambito, riferimenti e termini), si passa ai requisiti normativi che, basandosi sul noto ciclo di Deming (Plan-Do-Check-Act), sono divisi nelle seguenti aree/domini:
- Plan: Politica (Management System Policy) e Pianificazione (Planning)
- Do: Implementazione e attuazione (Implementation and Operation)
- Check: Valutazione prestazioni (Performance Assessment)
- Act: Miglioramento (Improvement) e Riesame della direzione  (Management Review)

Nell'appendice A si trova una descrizione delle conoscenze necessarie e una guida all'utilizzo di questa specifica. Nell'appendice B si trovano i “common requirements” (requisiti comuni) che permettono il confronto tra i requisiti della PAS 99 e quelli corrispondenti della ISO 9001, ISO 45001 (transizione del OHS 18001) e ISO 14001 mediante l'utilizzo di una tabella.